# فان بورنسبورغ (إلينوي)
فان بورنسبورغ (بالإنجليزية: Van Burensburg, Illinois)‏ هي منطقة سكنية تقع في الولايات المتحدة في مقاطعة مونتغومري، إلينوي.  يقدر عدد سكانها   وترتفع عن سطح البحر 181.97 متر.

## أعلام
- جون هنري تيلدن